# تمپاکو-کو، ناگویا
تمپاکو-کو، ناگویا (به لاتین: Tempaku-ku, Nagoya) یک منطقهٔ مسکونی در ژاپن است که در ناگویا واقع شده‌است. تمپاکو-کو ۲۱٫۵۸ کیلومترمربع مساحت و ۱۵۹٬۸۳۸ نفر جمعیت دارد.